# Андромахи
Андромахи (на гръцки: Ανδρομάχη) е село в Северна Гърция, в дем Катерини, област Централна Македония.

## География
Селото е разположено на около 2 km западно от град Катерини на пътя за Еласона на 60 m надморска височина.

## История
Селото е основано след Гражданската война (1946 - 1949).
| Година    | 1913 | 1920 | 1928 | 1940 | 1951 | 1961 | 1971 | 1981 | 1991 | 2001 | 2011 | 2021 |
| --------- | ---- | ---- | ---- | ---- | ---- | ---- | ---- | ---- | ---- | ---- | ---- | ---- |
| Население |      |      |      |      |      | 115  | 431  | 697  | 833  | 962  | 1061 | 1043 |